# Cosmonette-Gletscher
Der Cosmonette-Gletscher ist ein Gletscher im ostantarktischen Viktorialand. Er fließt in den Southern Cross Mountains in östlicher Richtung entlang der Nordseite der Daley Hills zum Aviator-Gletscher.
Teilnehmer einer von 1962 bis 1963 durchgeführten Kampagne der New Zealand Geological Survey Antarctic Expedition benannten ihn in Zusammenhang mit der Benennung des Aviator-, des Aeronaut-, des Argonaut- und des Cosmonaut-Gletschers sowie in Erinnerung an Walentina Tereschkowa, der ersten Raumfahrerin (englisch cosmonette).